# Kleptomanie
Kleptomanie (altgriechisch κλέπτειν kléptein „stehlen“ und μανία manía „Raserei, Wut, Wahnsinn“) ist ein Symptom aus der Gruppe der Impulskontrollstörungen. Kennzeichnend sind wiederkehrende Diebstähle ohne erkennbaren Nutzen oder Motiv. Weitgehend synonym sind Begriffe der Umgangssprache wie „zwanghaftes Stehlen“, „neurotisches Stehlen“ etc. Der Begriff stammt aus dem 19. Jahrhundert und wird heute von einigen Autoren als veraltet und irreführend abgelehnt.

## Begriff
Der Begriff wird André Matthey zugeschrieben (Nouvelles recherches sur les maladies d’esprit, 1816); er wurde von den französischen Psychiatern Charles Chrétien Henry Marc und Jean-Étienne Esquirol um 1830 aufgegriffen und zu der (heute verlassenen) Monomanielehre ausgebaut.

## Diagnose
Kennzeichnend ist, dass der Akt des Stehlens selbst den Antrieb bildet, nicht das Diebesgut, welches typischerweise nur geringwertig ist oder sogar nach der Tat weggeworfen wird. Die psychische Spannung ist vor der Tat hoch und sinkt danach ab. Es gibt eine hohe Komorbidität mit Zwangsstörungen und affektiven Störungen. Wie bei allen Impulsstörungen bestehen Impulse, gegen die kein Widerstand geleistet werden kann. Kleptomanische Diebstähle werden nicht begangen, um Ärger oder Wut abzureagieren. Die Diebstähle werden in der Regel als ich-dyston erlebt und ähneln diesbezüglich Zwangshandlungen. Häufig erleben die Patienten nachfolgende Schuldgefühle oder Depressionen.

„Kleptomanie ist gekennzeichnet durch ein wiederkehrendes Unvermögen, starke Impulse zum Stehlen von Gegenständen zu kontrollieren, ohne dass ein offensichtliches Motiv vorliegt (die Gegenstände werden z. B. nicht wegen eines persönlichen Bedarfs gestohlen oder weil damit primär eine Bereicherung verbunden ist). Vor dem Diebstahl besteht ein zunehmendes Gefühl der Anspannung oder affektiven Erregung und während und unmittelbar nach dem Diebstahl ein Gefühl der Freude, Erregung, Erleichterung oder Befriedigung. Das Verhalten lässt sich nicht besser durch eine intellektuelle Beeinträchtigung, eine andere psychische und Verhaltensstörung oder eine Substanzintoxikation erklären.“

## Häufigkeit
Kleptomanie ist eine seltene Störung. Die Prävalenz soll bei 6/1000 Einwohner liegen. Nur etwa 5 % aller Ladendiebstähle werden durch Kleptomanie verursacht. 3/4 der Täter sind weiblichen Geschlechts. Bei etwa der Hälfte der Betroffenen liegt der Beginn vor dem 20. Lebensjahr.

## Behandlung
Die Behandlung der Kleptomanie erfolgt psychoanalytisch oder verhaltenstherapeutisch. Die kognitive Verhaltenstherapie setzt Methoden der Verdeckten Konditionierung, Aversionstherapie und Systematische Desensibilisierung ein. Es gibt auch einen pharmakologischen Ansatz mit Serotonin-Wiederaufnahmehemmern oder Naltrexon, der jedoch bisher nicht evidenzbasiert ist. Weitere Substanzen werden erprobt. Ein neurobiologisches Korrelat, welches sich therapieren ließe, ist bisher nicht gesichert, auch wenn Einzelfallberichte Schädigungen der Leitungsbahnen im Frontalhirn gezeigt haben.

## Bedeutung
Pathologisches Stehlen wird gelegentlich zur Begründung einer verminderten Schuldfähigkeit nach § 21 StGB oder auch herabgesetzter Verantwortlichkeit (§ 3 JGG) herangezogen. Da die im Gesetzestext genannte krankhafte seelische Störung in aller Regel eine der im DSM-IV gelisteten Achse-I-Störungen voraussetzt, kann Kleptomanie ohne Begleiterkrankung höchstens die Merkmale einer schweren anderen seelischen Störung erfüllen. Dazu ist allerdings die Diagnose „Kleptomanie“ keinesfalls ausreichend, vielmehr fordert die Rechtsprechung eine erhebliche antisoziale Persönlichkeitsstörung, die nur im Einzelfall unter Beurteilung der Tatmerkmale, des inneren Erlebens, der Komorbiditäten, Substanzgebrauch, Delinquenzanamnese etc. gutachterlich beurteilt werden kann.